# Emily Mary Osborn
Emily Mary Osborn (* 1834 in London; † 14. April 1925 ebenda) war eine englische Genre- und Porträtmalerin des Viktorianischen Zeitalters.

## Leben

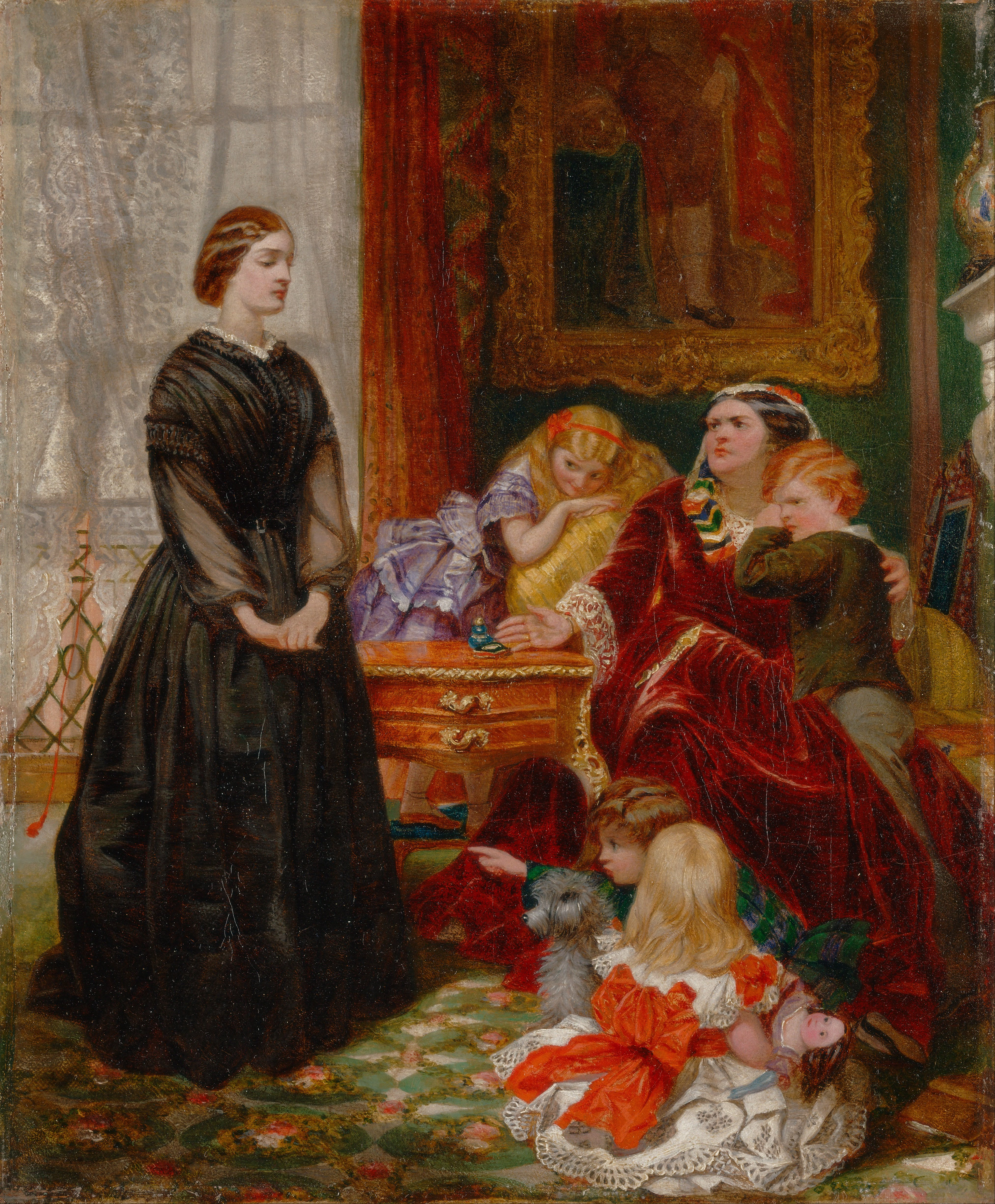
The Governess (1860)

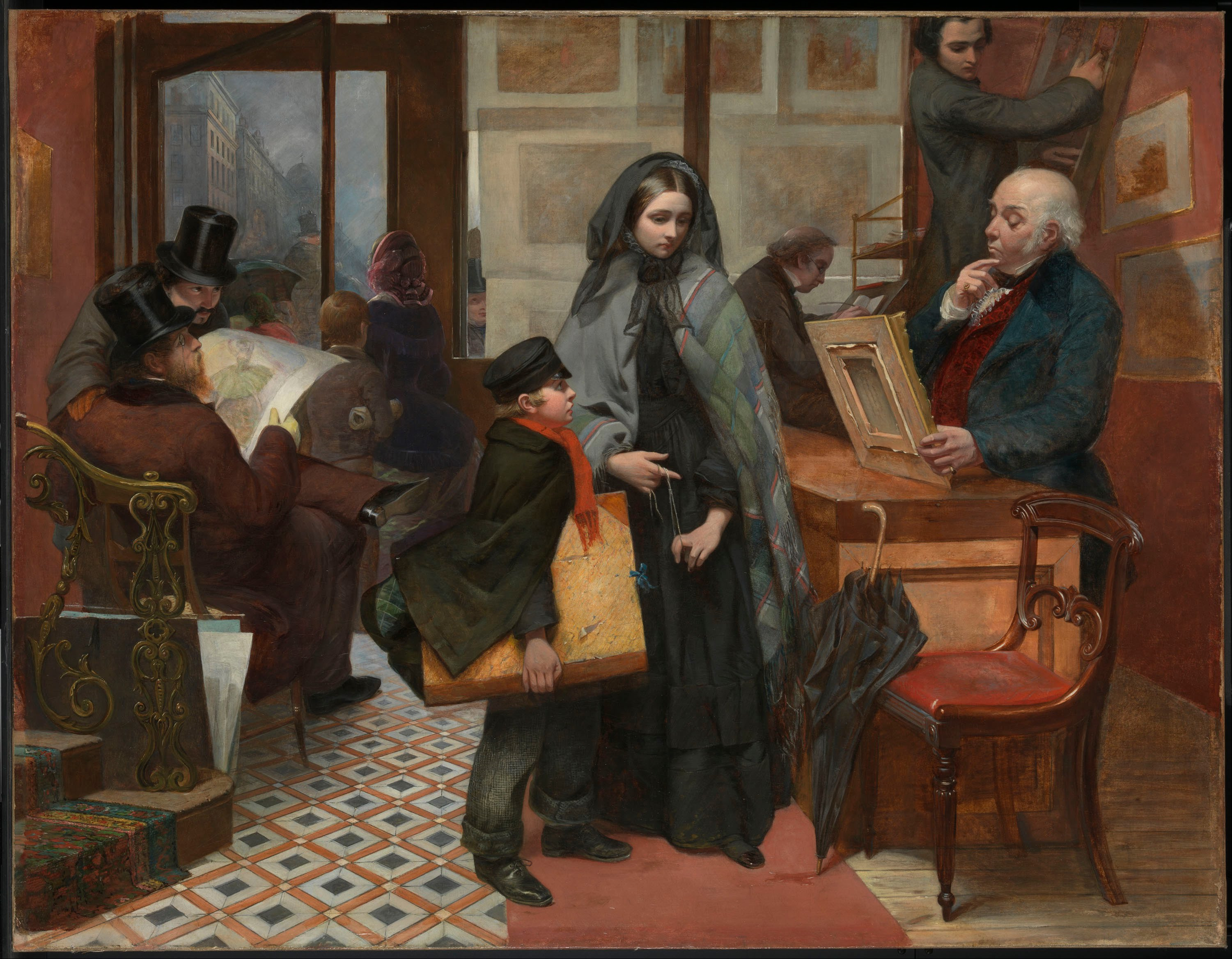
Nameless and Friendless (1857)

Osborn wurde als ältestes von neun Kindern des Pastors Edward Osborn und seiner Frau Mary (geb. Bolland) in Kentish Town in London geboren. Die Familie lebte etwa acht Jahre lang in dem Pfarrhaus der Kirche, dort ermutigte ihre Mutter sie zum Malen.
Im Jahr 1842 zog die Familie nach London, hier besuchte sie Abendkurse an der Dickenson-Akademie, wo sie von dem Landschaftsmaler John Mogford unterrichtet wurde. Nach drei Monaten wollte ihr Vater, vermutlich aus finanziellen Gründen, dass sie den Unterricht abbrach, aber ihr Lehrer James Mathews Leigh bot ihr an, sie privat zu unterrichten. So konnte sie ihr Studium fortsetzen und später ein Jahr lang die Akademie Leighs in der Newman Street besuchen.
Osborn stellte erstmals 1851 zwei Gemälde in der Royal Academy of Arts aus: The Letter ist ein Genrebild und ein Porträt von Benjamin Goode. In den folgenden drei Jahren schickte sie vier poetische und literarische Gemälde zu verschiedenen Ausstellungen. 1855 erhielt Osborn 200 Guineas für das Malen lebensgroßer Porträts, und im selben Jahr wurde sie gelobt, als ihr Werk My Cottage Door von der Königin gekauft wurde. Diese Anerkennung und das Geld ermöglichten es ihr, 1856 ein Atelier zu erwerben, und im folgenden Jahr 1857 stellte sie ihr berühmtestes Werk, Nameless and Friendless, in der Royal Academy aus. In den Jahren 1860 bis 1870 hatte Osborn großen Erfolg und wurde von der Kritik gefeiert. Das neue Jahrzehnt begann sie mit weiteren Werken, es entstanden unter anderem The Governess bought by the Queen, 1860 und The Escape of Lord Nithisdale from the Tower, 1716, das im Jahr 1861 entstand.
Im selben reiste Osborn zum Studium nach München, ein Jahr später erhielt das Gemälde Tough and Tender von der Society of Arts eine Medaille. Eine weitere Auszeichnung erhielt Osborn für ihr Werk Half the World Knows Not How the Other Half Lives, das 1864 im Crystal Palace ausgestellt wurde. Das Werk wurde mit 60 Guineas als „bestes historisches oder figürliches Sujet in Öl von einem britischen Künstler“ausgezeichnet. Zwischen 1868 und 1870 soll Osborn nach Deutschland zurückgekehrt sein, belegt ist, dass sie 1870 das Bild Lost von München aus zur Ausstellung an die Königliche Akademie schickte. Dies war eines ihrer letzten von der Kritik gefeierten Werke, da Osborn in den 1870er Jahren an Popularität verlor. Im Jahr 1873 stellte sie ihr erstes Blumenbild aus und teilte ihre Zeit zwischen ihrem Atelier in London und ihrem Atelier in Glasgow auf.
Zwar stellte Osborn in den 1880er Jahren weiterhin in vielen Galerien aus, aber keine Ausstellung wurde so gut aufgenommen wie die ihrer frühen Werke. Sie stellte ihre Arbeiten im Palace of Fine Arts und im The Woman’s Building auf der Weltausstellung World’s Columbian Exposition 1893 in Chicago, Illinois aus. Von Ende der 1880er bis 1908 bestanden ihre Werke hauptsächlich aus Landschaftsgemälden.
Osborn heiratete nie und starb im Alter von 97 Jahren in London.

## Themen
Wie andere Künstlerinnen ihrer Zeit konzentrierte sie sich zur Inspiration auf literarische Werke. Doch im Unterschied zu diesen, die literarische Gemälde schufen, waren Osborns Werke komplexer und mit mehreren Figuren versehen. Eine Zeit lang konzentrierten sich ihre Gemälde auch auf den Kontrast zwischen Jugend und Alter, wie in Tough and Tender (1862) und Sunday Morning, Betzingen, Wurtemburg (1863). Am meisten Anerkennung fanden jedoch ihre Arbeiten, die eine moralisierende Aussage zu haben schienen. Osborn spezialisierte sich auf gefühlsbetonte Szenen, und ihre Themen waren oft junge Frauen und Kinder. Zum Beispiel The Governess (1860), For the Last Time (1864) und Half The World Knows Not How the Other Half Lives (1864) wurden alle drei als wertvolle moralische Lehren angesehen.
Es gab zu ihrer Zeit eine Reihe von Werken, die sich auf Frauen aus der Mittelschicht konzentrierten, die Geld verdienen mussten. Diese Werke wurden oft von den Frauen der Mittelschicht inspiriert, die diese Themen schrieben und malten, und auch Osborns Nameless and Friendless (1857) spielt mit diesem Thema.
Osborns berühmtestes Einzelwerk ist Nameless and Friendless (1857), das als „das genialste aller viktorianischen Witwenbilder“ bezeichnet wurde. Es zeigt eine kürzlich verwitwete Frau, die versucht, ihren Lebensunterhalt als Künstlerin zu verdienen, indem sie einem Händler ein Bild anbietet, während ihr links zwei Herren der „feinen Gesellschaft“ zuschauen.
Einer der sitzenden Herren hält ein Porträt einer spärlich bekleideten Tänzerin in der Hand, während der andere Mann, der neben ihm sitzt, stattdessen die junge Frau ansieht, was darauf hinweist, dass der Blick des Mannes sexueller Natur ist, und dass Frauen, die in der städtischen Landschaft allein herumlaufen, immer noch durch die Blicke der Männer sexualisiert werden.
Die Entstehung dieses Werkes war ein Produkt seiner Zeit. In den 1850er Jahren gab es einen Zustrom von Frauen aus der Mittelschicht in die städtische Umgebung Londons. Dies eröffnete den Frauen neue Möglichkeiten, löste aber auch eine neue soziale Dynamik aus, und es gab in der damaligen Gesellschaft viele Debatten darüber.

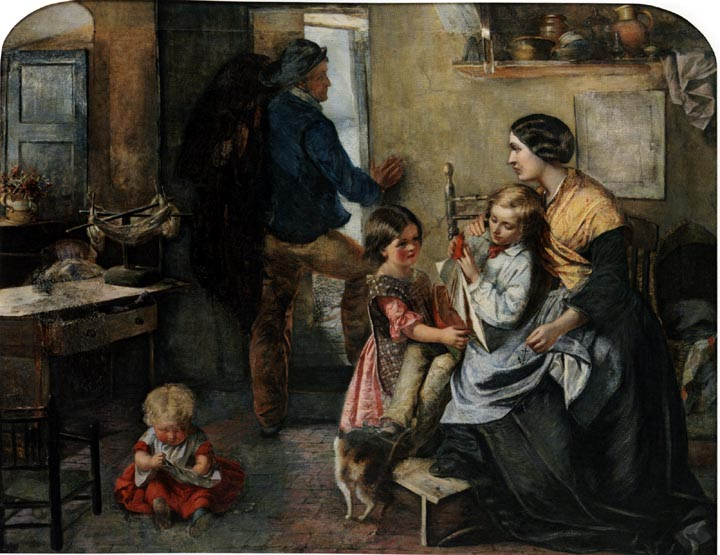
Presentiments (1859)
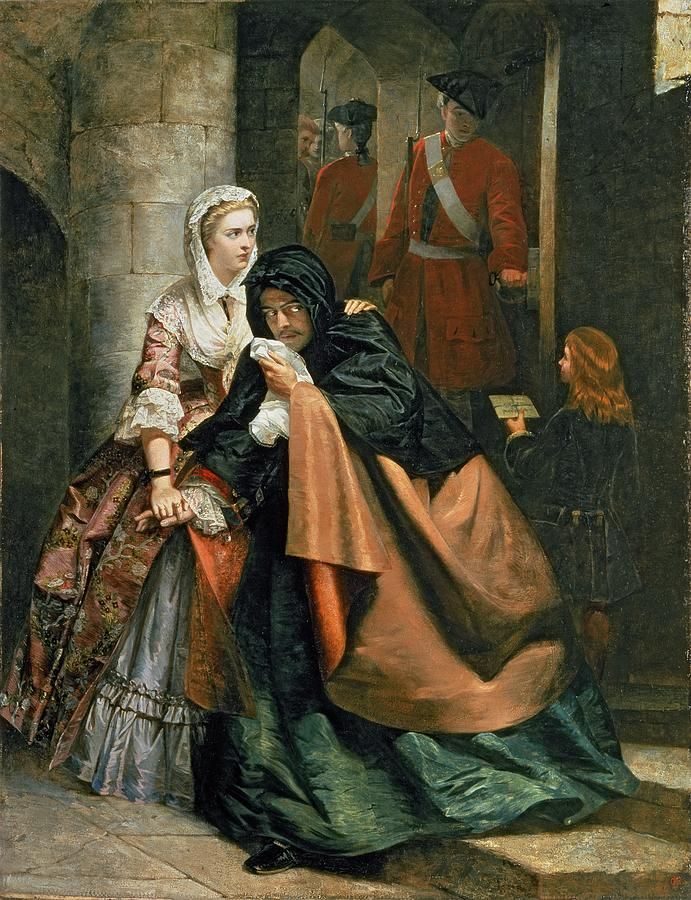
The Escape of Lord Nithisdale from the Tower, 1716 (1861)
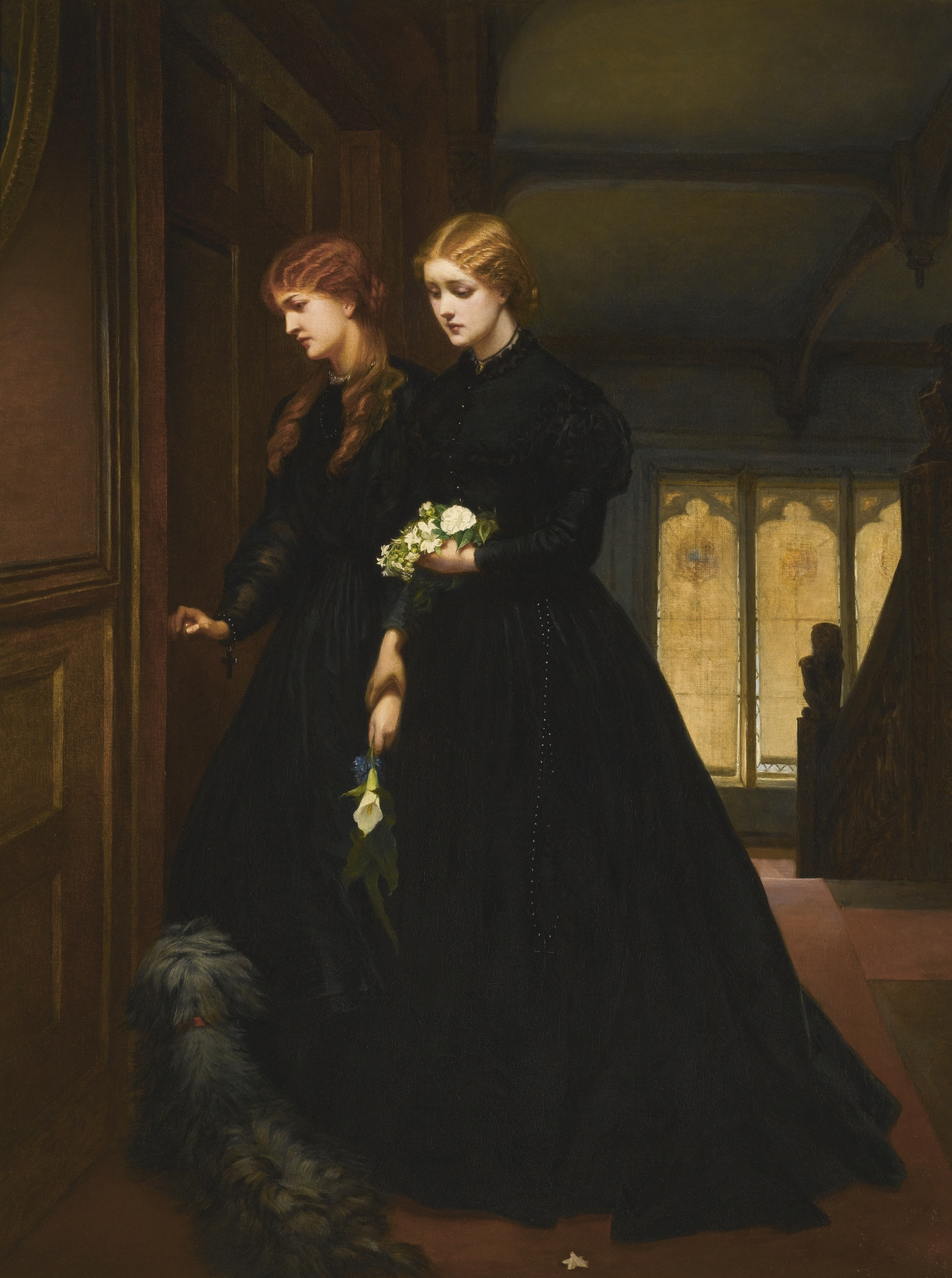
For the Last Time (1864)
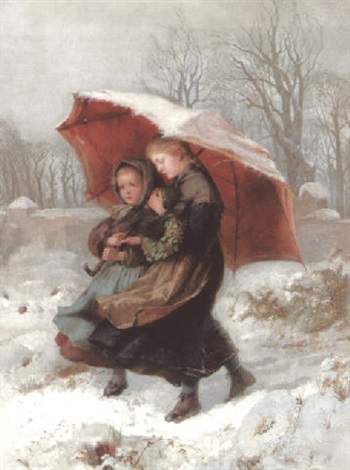
God’s Acre (1866)